# Burgstall Rothausen
Der Burgstall Rothausen bezeichnet den Rest einer abgegangenen Höhenburg, nördlich des Pfarrdorfes Rothausen, eines Gemeindeteils der Gemeinde Höchheim im Landkreis Rhön-Grabfeld in Bayern, Deutschland. Über diese Burg sind keine geschichtlichen oder archäologischen Informationen bekannt. Sie wird grob als mittelalterlich datiert. Als einzige Reste der früheren Burg haben sich Gräben und Wälle erhalten. Heute ist die Stelle als Bodendenkmal D-6-5628-0043 „Mittelalterlicher Burgstall“ vom Bayerischen Landesamt für Denkmalpflege erfasst.

## Geografische Lage
Die heute vollständig bewaldete Burgstelle befindet sich etwa 1300 Meter nordnordwestlich der Kirche von Rothausen im sogenannten Schindrasenholz. Die Burgstelle liegt in 348 m ü. NHN Höhe am Nordende eines sich von Westsüdwesten nach Ostnordosten ziehenden Bergrückens, der sich in das etwa rechtwinkelig abbiegende Tal des Heidgrabens erstreckt.
Etwa 550 Meter in westsüdwestlicher Richtung liegt auf demselben Bergrücken noch die Abschnittsbefestigung Rappershausen, eine dreiteilige Befestigung des Frühmittelalters. Südlich von Rappershausen befindet sich der mittelalterliche Turmhügel Rappershausen oder Burgkeller neben der Wüstung Uttenhausen.

## Beschreibung
Der einteilige Burgstall liegt auf einer sich nach Norden in das Tal des Heidgrabens vorschiebenden Spornkuppe und ist dadurch an seiner Nordwest- sowie an seiner Nordostseite durch den steilen Abfall ins Tal von Natur aus gut gegen eine Annäherung geschützt. Das Gelände im Südwesten steigt nach einer kleinen Einsattelung wieder als länglicher Bergrücken leicht an, die Südostseite fällt vom Burggelände aus sanft ab, und war daher am meisten gefährdet.
Der unregelmäßig oval geformte Burgstall misst 45 × 35 Meter im Durchmesser und ist rundum befestigt worden. An der Südwestseite wurde ein zehn Meter breiter und drei Meter tiefer Graben angelegt, der nach Süden in eine Terrasse übergeht. An der am meisten gefährdeten Südseite wurde dem Graben in fünf Meter Abstand ein drei Meter breiter, einen Meter hoher und 30 Meter langer Wall vorgelegt.
Bebauungsspuren haben sich obertägig nicht erhalten, die Oberfläche des Burggeländes ist durchwühlt.